# Punta Lunga (Croazia)
Punta Lunga (in croato Dugi Rat) è un comune della Regione spalatino-dalmata in Croazia. Al 2011 vi risiedeva una popolazione di 7.092 abitanti.

## Geografia antropica

### Località
Il comune di Punta Lunga (7.092 ab.) è suddiviso in 4 frazioni (naselja) di seguito elencate. Tra parentesi il nome in lingua italiana, generalmente desueto.
- Duccie[1] o Duchie[6] (Duće): 1.561[4] ab.
- Gessenizze o Jessenizze[7] (Jesenice): 2.089[4] ab.
- Porto Crilo[2] (Krilo già Port Krilo[2]): 500[8] ab.
- Punta Lunga[2] (Dugi Rat): 3.442[4] ab.